# Leslie Lamport
Leslie Lamport (New York, 1941. február 7. –) amerikai informatikus, a LaTeΧ szövegformázó rendszer megalkotója.

## Életpályája
A Bronx High School of Science középiskolában tanult. 1960-ban matematika szakon végzett a Massachusetts Institute of Technology-n.
A Brandeis University-n szerzett mesteri (1963), majd doktori (1972) fokozatot.
1970 és 1977 között a Massachusetts Computer Associates informatikusa, 1977 és 1985 között az SRI International, 1985 és 2001 között a Digital Equipment Corporation és a Compaq munkatársa. 2001-től a Microsoft Research alkalmazottja.
Osztott rendszerekkel és logikával foglalkozott, de legismertebb alkotása a Donald Knuth által tervezett TeΧ tudományos szövegszerkesztőre alapozott LaTeΧ szövegformázó, kiadványszerkesztő (itt a névben a La Lamportra utal).

## Díjak, kitüntetések
- Dijkstra-díj, 2005
- Az IEEE Neumann János-díja, 2008
- Az Amerikai Tudományos Akadémia díja, 2011
- Turing-díj, 2013

## Fordítás
- Ez a szócikk részben vagy egészben a Leslie Lamport című angol Wikipédia-szócikk ezen változatának fordításán alapul.  Az eredeti cikk szerkesztőit annak laptörténete sorolja fel. Ez a jelzés csupán a megfogalmazás eredetét és a szerzői jogokat jelzi, nem szolgál a cikkben szereplő információk forrásmegjelöléseként.